# Карцинология

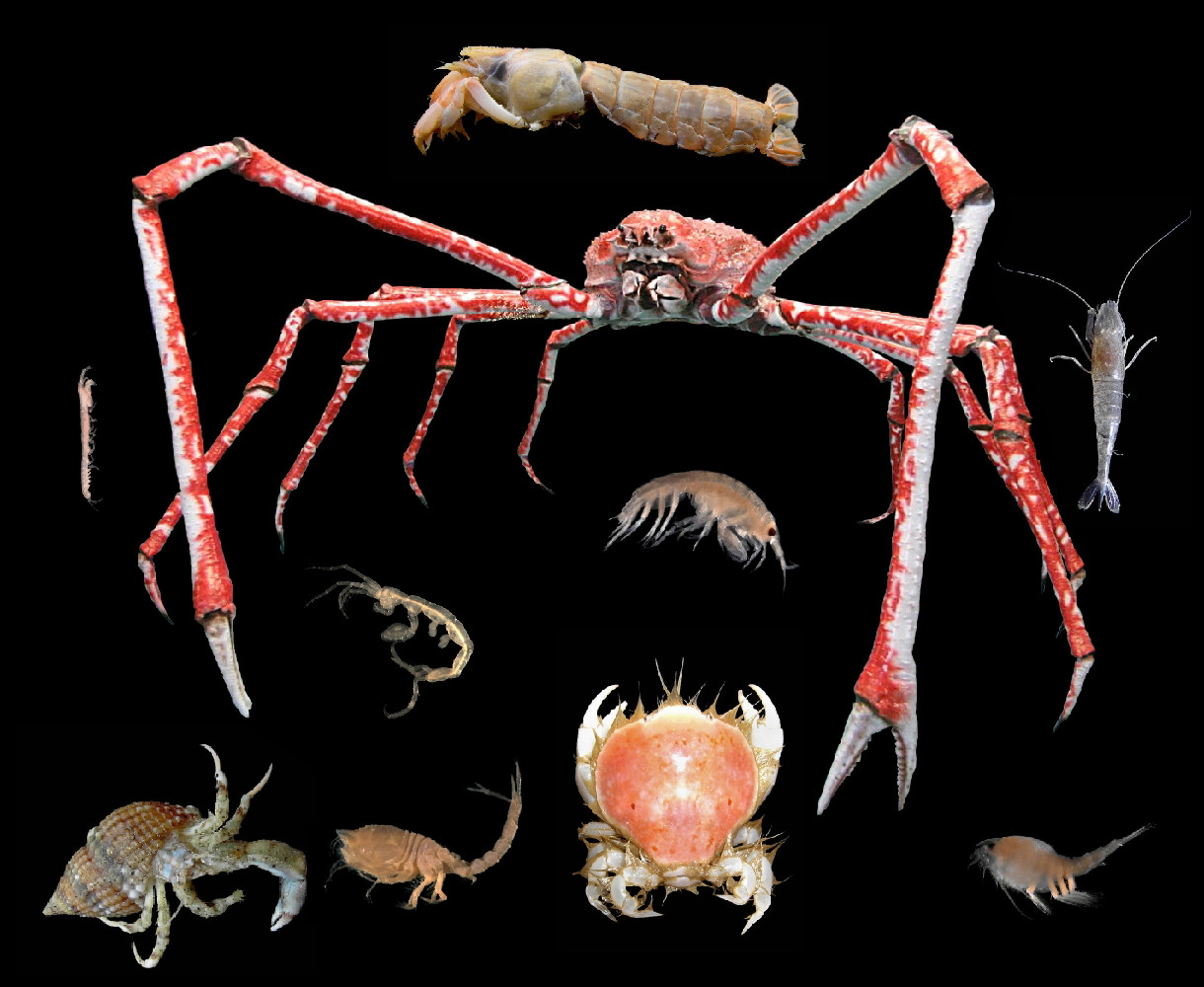
Объекты изучения карцинологии

Карцинология (от др.-греч. καρκίνος — «рак» и λόγος — «слово», «учение») — наука о ракообразных, раздел зоологии. Ракообразные — крупная (видимо, не менее 100 000 видов) и практически важная группа, поэтому их изучением занимается много зоологов и экологов разных специальностей.
Среди специалистов по ракообразным существует специализация — крупными или практически значимыми группами занимаются разделы карцинологии. Так, копепод изучает копеподология, кладоцер — кладоцерология, декапод — декаподология. По этим разделам проводятся регулярные международные симпозиумы.
Вероятно, самым знаменитым из карцинологов был Чарлз Дарвин, узкой специальностью которого была систематика и морфология усоногих раков (отряда Cirripedia).

## Терминология

Общий план строения высших раков

В карцинологии для описания ракообразных используются специальные термины, например:
- Антеннулы (1-я антенна или пара усиков)
- Антенна (= 2 антенна) — вторая пара антенн
- Гнатоподы — вторые и третьи торакоподы у бокоплавов, обычно имеющие вид ложной клешни
- Дактилус (палец) – седьмой членик ходильной ноги (торакоподы)
- Зоеа (личинка)
- Кальцеоли — комплексные рецепторы на вторых или первых антеннах амфипод Gammaridae.
- Карпус — пятый членик ходильной ноги (торакоподы)
- Максиллулы (1-я пара нижних челюстей)
- Манка (личинка)
- Метанауплиус (личинка)
- Науплиус (личинка)
- Переоподы (ходильные ноги)
- Плеопод (брюшные ноги)
- Протозоеа (личинка)
- Синцефалон
- Тельсон (анальная лопасть)
- Торакоподы (грудные конечности)
- Уроподы (плеоподы последнего сегмента брюшка)
- другие

## Конгрессы
- Шестой международный карцинологический конгресс состоялся в 2005 году в университете г. Глазго (Шотландия).

## Общества
- The Carcinological Society of Japan — национальное карцинологическое общество Японии.
- Русское Карцинологическое Общество[4][5]

## Журналы
Кроме нижеперечисленных, статьи на русском языке по карцинологии публикуются в основном в «Зоологическом журнале», а статьи по систематике пресноводных ракообразных публикуются также в международном журнале «Hydrobiologia».
- Arthropoda Selecta — русский артроподологический журнал (1992; статьи на английском с русскими резюме). .
- Cancer — японский карцинологический журнал  (Япония, 1991)
- Crustaceana[англ.] — специализированный международный карцинологический журнал. .
- Crustacean Research — японский карцинологический журнал . В 1963—1992 гг. выходил под названием Researches on crustacea, а с 22 тома (1993) под современным именем.
- Journal of Crustacean Biology[англ.] (1981)
- Nauplius[англ.] — журнал бразильского карцинологического общества Sociedade Brasileira de Carcinologia